# Vanatrú
El Vanatru es una práctica religiosa de tradición nórdica. Es una rama del movimiento eteno de corte chamánico, y uno de los más recientes en su nacimiento. Nace esencialmente como identificación nórdica distinta del Ásatrú por el hecho de centrar el culto exclusivamente en la figura de los Vanir, divinidades de la naturaleza, que se distinguen de los Aesir, divinidades patronas de la esfera humana, y tienen una óptica más psicológica. También centra el culto en el mundo natural y sobre la relación del hombre con la naturaleza, mientras que el Ásatrú lo hace sobre los valores sociales y el desarrollo personal del ser humano. Vanatrú, que se puede traducir como «confianza en los Vanir» o «lealtad a los Vanir».